# Omer Talon
Pour l'humaniste français du XVIe siècle, voir Omer Talon (1510-1562). Pour les autres significations, voir Talon.
Omer Talon est un avocat général au parlement de Paris, né vers 1595 à Saint-Quentin d'une famille originaire d'Irlande, et mort en 1652.

## Biographie

### Famille
Petit-neveu d'Omer Talon (1510-1562), il est le fils d'Omer Talon (1538-1618), chancelier de la reine Marguerite, conseiller d'État et échevin de Paris, et de Marie Choart de Buzenval. Il est le frère de Charles-François Talon et de Jacques Talon, et l'oncle de Claude Bazin de Bezons et de Louis Ier Phélypeaux de Pontchartrain.
Marié à Françoise Doujat, fille de Denis Doujat, conseiller et avocat général de la reine Marie de Médicis, et nièce de l'ambassadeur Jean de La Haye-Vantelet, Omer Talon est le père de Denis Talon, ainsi que le beau-père du prévôt des marchands Daniel Voisin, du premier président du Grand Conseil Thierry Bignon et de l'avocat général Jean François Joly de Fleury.

### Avocat au Parlement
Ses études de droit achevées, il entre au barreau de Paris en 1613. Omer Talon devient avocat au parlement de Paris en 1631 après la démission de son frère aîné Jacques Talon qui fut fait conseiller d'État. Il ne tarde pas, en raison de sa remarquable éloquence, à acquérir une grande notoriété et, défenseur des prérogatives des magistrats, il n'hésite pas à résister à Richelieu. En 1634, il est envoyé comme procureur général aux grands jours de Poitiers. Jusqu'à la fin du règne de Louis XIII, il conserve ses distances vis-à-vis du gouvernement royal, adressant des remontrances au roi, qui ne goûte guère ses remarques.

### Sous la Fronde
À la mort du roi, en 1643 le magistrat assure Anne d'Autriche de son soutien et conclut en sa faveur lorsqu'elle se fait proclamer régente. Partisan cependant d'une monarchie tempérée, il mène quelques années plus tard la lutte des parlementaires contre la politique de Mazarin et de la régente. Il s'oppose au lit de justice qui fait suite au rejet par le parlement d'un édit financier. Omer Talon prononce une violente harangue condamnant la politique du cardinal et dénonce le pitoyable état de la France. Quelques mois plus tard, il participe à la réunion des cours souveraines à la chambre Saint Louis, lorsque la Fronde  éclate. Toutefois, il montre du dévouement au roi et aux lois, ainsi que de la prudence. Il défend les prérogatives du Parlement tout en restant fidèle au roi. 
Le dictionnaire Bouillet indique qu'il fut aussi un des premiers à faire entendre au barreau un langage sain et de bon goût, à tel point que ses contemporains le considèrent comme le parlementaire le plus éloquent du siècle.
À sa mort en 1652, son fils Denis Talon lui succéda comme avocat général au Parlement de Paris,